# آنتونیو پریتو
آنتونیو پریتو (انگلیسی: Antonio Prieto؛ ۲۶ مهٔ ۱۹۲۶ – ۱۴ ژوئیهٔ ۲۰۱۱) یک هنرپیشه و خواننده اهل شیلی بود.
از فیلم‌ها یا برنامه‌های تلویزیونی که وی در آن نقش داشته است می‌توان به به خاطر یک مشت دلار، گوهرفروشان مهتاب اشاره کرد.